# B.Z.
För andra betydelser, se BZ.
B.Z. är en kvällstidning i Berlin som via Ullstein-Verlag ingår i Axel Springer Verlag-koncernen.  Första numret utkom 1 oktober 1877.  Tidningen hade i slutet av 2011 en såld upplaga på 159 000 exemplar och är därmed Berlins största regionala dagstidning.